# Лі Даоюань
Лі Даоюань (*郦道元, 466 або 472 —527) — китайський географ часів династії Північна Вей.

## Життєпис
Народився на території сучасної провінції Хебей. Отримав класичну освіту. Спочатку служив в місцевих урядах, згодом перебрався до столиці Лоян. В рамках своїх чиновницьких обов'язків подорожував північним Китаєм, здебільшого землями на території сучасних провінцій Хенань, Шаньдун, Шаньсі, Цзянсу. У 527 році став учасником придворних інтриг, внаслідок чого був заарештований та страчений.

## Творчість
Лі Даоюань є автором географічного твору «Коментаря до «Книги Вод», який описує понад 1252 річок та струмків Китаю. Основу книгу склали власні спостереження, а також вивчення старовинних географічних текстів. Вона багата історичними свідченнями, часто ніде більше не збереглися.
Лі Даоюань зібрав також чимало народних легенд, повір'їв і навіть рядки з пісень. Автор любив і відчував рідну природу. Праця Лі Даоюаня викликала захоплення у нащадків. Його цінували великі поети Лю Цзунюань і Су Ши.